# Карпічев Володимир Григорович
Карпічев Володимир Григорович (1937—2006) — радянський, український організатор кіновиробництва, каскадер-підводник.

## Біографія
Народився 13 жовтня 1937 року у с. Коноша Архангельської області (Росія). Закінчив водолазне училище.
З 1978 року працював на Ялтинській кінофабриці організатором підводних зйомок. Виконував трюки як підводний каскадер у понад 70 фільмах.
Автор книг:
- «Путь в глубину» (М., 1984);
- «Профессия подводник» (М., 1986);
- «Правила по организации и проведенню подводных киносьемок» (М., 1988);
- «Вкус воздуха» (М., 1993).

Був членом Національної спілки кінематографістів України.
Пішов з життя 1 грудня 2006 року.
Документальний фільм «Портрет, написаний глибиною» про В. Г. Карпічева (режисер Леся Мацько, Київ) в 2005 році став лауреатом Всесвітнього фестивалю підводного зображення в м. Антіб (Франція), де отримав спеціальний приз як найкращий документальний дебют.

## Фільмографія
Керівник підводних робіт, трюків, водолазний фахівець:
- «Акванавти» (1979)
- «Пірати XX сторіччя» (1979)
- «Крізь терни до зірок» (1980)
- «Місячна веселка» (1983)
- «В'язень замку Іф» (1988)
- «На допомогу, братці!» (1988) та ін.